# The Candyskins
The Candyskins war eine Britpop-Band aus Oxford, England, die 1989 gegründet wurde.

## Bandgeschichte
Die Debütsingle der Candyskins, Submarine Song, brachte ihnen 1990 einen Plattenvertrag mit Geffen Records ein, 1991 folge das erste Album Space I’m In. Submarine Song kam in den USA unter „Modern Rock Tracks“, die vom Billboard-Magazin ermittelt werden, bis auf Platz 9.
1993 folgte das zweite Album Fun?, die daraus ausgekoppelte Single Wembley wurde ebenfalls unter „Modern Rock Tracks“ auf Platz 12 gelistet.
Zwei Jahre später wechselten The Candyskins zum britischen Label Ultimate, auf dem 1997 das Album Sunday Morning Fever veröffentlicht wurde. Im Juni 1997 erreichte die Single Monday Morning Platz 34 der UK-Charts.
Die Single Feed It wurde 1998 für den Soundtrack des Films „Waterboy“ ausgewählt. Im selben Jahr erschien das vierte und letzte Album der Candyskins, Death of a Minor TV Celebrity. Die Band hat sich inzwischen aufgelöst.

## Diskografie
Alben
- Space I’m In (1991)
- Fun? (1993)
- Sunday Morning Fever (1997)
- Death of a Minor TV Celebrity (1998)

Singles
- Submarine Song (1991)
- Wembley (1993)
- Mrs Hoover (1996)
- Monday Morning (1997)
- Hang Myself on You (1997)